# 史蒂芬·加利·布倫伯格
史蒂芬·加利·布倫伯格（英語：Stephen Carrie Blumberg，1948年7月8日—），是美國的藏書癖人士，他生於明尼蘇達州聖保羅，住在愛荷華州奧吞瓦，在1990年因為竊取總價值超過530萬美元（相當於2019年的1000萬美元）的23600本書而遭到逮捕，他被稱為「偷書賊」（Book Bandit），被認為是美國歷史上最成功的竊賊。

## 早年生活
布倫伯格家境小康，有個由他父親管理的信託基金，能為他帶來每年7萬2千美元的收入。在他住在聖保羅的那段期間，聖保羅處於都市更新的時期，他對當地許多美麗卻殘破的維多利亞式房屋情有獨鍾，並對蒐集書籍產生強烈的興趣。每當他在通學途中，總是會順手從預計要拆毀的老房子裡拆下門把或彩色玻璃窗，將其據為己有。除了書籍以外，布倫伯格還蒐集了數以百計的此類物品。他對維多利亞時代建築的興趣促使他進入了明尼蘇達大學，而他也因此接觸到校內豐富的館藏。

## 逮捕與審判
布倫伯格在1990年3月20日凌晨2點遭到逮捕，經警方搜查，他在美國45個州、華盛頓特區、加拿大的2個省裡至少268間大學和博物館裡盜竊了23600本以上的書籍，其中不乏珍貴稀有之物，總價值約2000萬美元，後來變為530萬美元。此乃美國歷史上最大宗的書籍竊盜案，布倫伯格之所以被捕，是因為他的朋友肯尼斯J·羅德斯為了56000美元的懸賞金選擇出賣他。1991年，布倫伯格被判有罪，被處以20萬美元的罰款，監禁71個月。1995年12月29日，他被釋放出獄。他搜刮來到收藏被稱為「布倫伯格藏品」（Blumberg  Collection），美國大學與研究型圖書館協會的珍本及手稿部門的圖書館安全專家威廉·安德魯·莫菲特協助聯邦調查局追捕布倫伯格，並幫忙清點了他所竊盜的物品。
1991年，在布倫伯格受審期間，梅靈閣診所的精神病學科主任暨法醫精神病學權威威廉羅根醫師透露布倫伯格曾接受精神科治療，在他青春期時也曾多次住院，共有12位精神科醫師診斷過他的病情，指出他有精神分裂症、妄想症、偏執症或強迫症。羅根醫師的報告指出，布倫伯格之所以想偷這些東西，是因為他認為政府正在暗中策畫某場陰謀，而他是在保護或挽救這些將被破壞的東西。他表示自己只是暫時保管這些東西，並會在之後將其歸還，而非想將其變現，儘管他如此主張，仍在1991年被判有罪，服刑四年半後因獄中表現良好而獲假釋，之後又開始偷盜。
在1997年，布倫伯格再次因入室竊盜罪而判有罪，2003年7月時再次遭逮捕，被判緩刑，但他在2004年又因竊盜罪而被捕。

## 收藏
布倫伯格所竊取的書籍中包含許多古籍珍本，例如哈里特·伊莉莎白·比徹·斯托的《湯姆叔叔的小屋》首刷版、1710年在康乃狄克州出版的第一本書《信仰的告白》、25盒概述了奧勒岡州早期歷史的資料、16世紀的主教聖經。布倫伯格聲稱自己在三年內蒐集了100本搖籃本，其中包括1493年出版、以象牙小牛皮皮面裝幀的《紐倫堡編年史》。他還蒐集了《薩莫拉諾八十選》，這是由一群美國加利福尼亞州藏書家在1945年共同討論並列出的關於加利福尼亞歷史、地理的早期稀有書籍清單，以將印刷機帶進加州的奧古斯丁·維森特·薩莫拉諾命名。

## 外部連結
- People who steal books （页面存档备份，存于）, The Left Atrium, Canadian Medical Association Journal
- "Witness for the Prosecution: The Trial of Stephen Cary Blumberg," by Fraser Cocks. SAA Newsletter, July 1991, p. 16-17, 22-23
- Monaghan, Peter. . Chronicle of Higher Education. 27 February 1991  [19 November 2019]. （原始内容存档于2020-06-09）.